# Moataz Ben Amer
Moataz Ben Amer (ur. 2 lutego 1981) – libijski piłkarz grający na pozycji pomocnika.

## Kariera klubowa
Ben Amer do 2012 roku był zawodnikiem klubu Al-Ahly Benghazi. W sezonie 2012/2013 grał w tunezyjskim CS Hammam-Lif.

## Kariera reprezentacyjna
W reprezentacji Libii Ben Amer zadebiutował w 2011 roku. W 2012 roku został powołany do kadry na Puchar Narodów Afryki 2012.